# Sky Sports
Sky Sports（スカイスポーツ）はイギリスの衛星放送事業者・スカイが運営するスポーツ専門チャンネル。
プレミアリーグ、FAカップ、フットボールリーグ・チャンピオンシップをはじめ、ラグビーリーグ、ラグビーユニオン、PGAツアー、NFLなど様々なスポーツ中継を行っている。

## 沿革
- 1990年3月25日　ブリティッシュ・サテライト・ブロードキャスティング（BSB）により、「ザ・スポーツ・チャンネル」（The Sports Channel）として開局（現在のSky Sports 1）。
- 1990年11月　BSB、ルパート・マードック率いるニューズ・コープが設立したスカイ・テレビジョン（SKY Television）と合併、ブリティッシュ・スカイ・ブロードキャスティング（BスカイB）となる。合併前、SKY Televisionは欧州放送連合（EBU）と提携してユーロスポーツを運営していたが撤退、現在はTF1傘下となっている。
- 1991年4月　Sky Sportsにチャンネル名変更。
- 1992年　イングランド・プレミアリーグの独占放映権を獲得。
- 1996-97シーズン　Sky Sports 3放送開始。
- 1998年10月　デジタル衛星放送「スカイ・デジタル」（Sky Digital）放送開始に伴い、Sky Sports News放送開始。
- 1999年3月　Sky Sports Xtra放送開始。
- 2001年8月　プレミアリーグのペイ・パー・ビューチャンネル「Sky Premiership Plus」（2004-05シーズンより「PremPlus」にチャンネル名変更）放送開始。
- 2002年　チャンネル4や競馬場などとの合弁による競馬専門チャンネル「At The Races」（チャンネル4は2004年撤退）を放送開始。
- 2006年2月　Sky Sports HD放送開始（2006年7月、Sky Sports HD2放送開始に伴いSky Sports HD1にチャンネル名変更）。
- 2007-08シーズン　イングランド・プレミアリーグの放映権の一部をアイルランドのSetanta Sportsに譲渡（Setanta Sports破綻に伴い、2009年以降ESPNが獲得）。これに伴い「PremPlus」放送終了。

## 運営チャンネル
| Name                      | 放送内容                                                                   |
| ------------------------- | -------------------------------------------------------------------------- |
| Sky Sports Main Event     | Sky Sportsの旗艦チャンネル。                                               |
| Sky Sports Premier League | プレミアリーグ専門チャンネル                                               |
| Sky Sports Football       | プレミアリーグ以外のサッカーを扱うチャンネル                               |
| Sky Sports Cricket        | クリケット専門チャンネル。                                                 |
| Sky Sports Golf           | ゴルフ専門チャンネル。全英オープン開催時はこのチャンネルで完全中継される。 |
| Sky Sports F1             | F1・F2・GP3シリーズを中心に放送                                            |
| Sky Sports Action         | テニス・ラグビーを中心としたスポーツチャンネル。                           |
| Sky Sports Arena          | ダーツ・ボクシングを中心としたスポーツチャンネル。                         |
| Sky Sports Mix            |                                                                            |
| Sky Sports News           | スポーツニュース専門チャンネル                                             |

## 日本のSKY sports
1996年9月、BスカイBの主要株主であるニューズ・コープがソフトバンクとの共同出資（のち、ソニーとフジテレビジョンが加わる）によるCS放送プラットフォーム「JスカイB」（1998年5月、日本デジタル放送サービス（現スカパーJSAT）と合併、スカイパーフェクTV!（現スカパー!）・スカイサービスとなる）設立（1996年12月）に先立ち、両社の出資により番組供給会社・スカイエンターテイメント（現ジェイ・スポーツ）を設立。
1997年9月にパーフェクTV!（現スカパー!・パーフェクTV!サービス）にてSKY sports放送開始。1998年4月には、スカイサービスでSKY sports1・2放送開始（パーフェクTV!サービスはSKY sports3にチャンネル名変更）。ロゴは開局当時、英Sky Sportsで使われていたものと同じだった。
2000年4月、ジュピター・プログラミング（JPC、現ジュピターテレコム メディア事業部門）が運営していたJ-SPORTSと統合、チャンネル名を「JSKY SPORTS」に変更したが、ロゴは2000年当時の英Sky Sportsのロゴに「J」を付け加えたものだった（フォントは多少異なる）。
2003年10月、JSKY SPORTSからニューズ・コーポレーションの資本が撤退するとともに、JPCが出資割合を42.9%に引き上げ経営の主導権を握ったことから、J SPORTSにチャンネル名を変更。ロゴも英Sky Sportsとは無関係なものに変更された。ただし、青・赤・白の3色は2011年10月に再度変更されたロゴでも踏襲している。
2012年12月現在、J SPORTSでは、プレミアリーグ（ただし、制作放送局のロゴは表示されず、ESPNが制作した試合と区別できない）の他、ダーツ（PDC ワールド・ダーツ・チャンピオンシップ、ワールド・マッチプレイ、ワールド・グランプリ）が放送されている。
2012年7月、FOXインターナショナル・チャンネルズ（FOX）およびソフトバンクグループのTVバンクの合弁会社FOX SPORTS ジャパンが設立。2013年3月よりFOX bs238をはじめとするFOXグループのチャンネルで「FOX SPORTS」が放送開始されたが、Sky Sportsも全面的に協力し、プレミアリーグやFAカップが放送される予定である。